# Sprængfarlig bombe
Sprængfarlig bombe er en dansk komediefilm fra 2006 af Thomas Villum Jensen.

## Handling
Den sindslidende Tonny (Ulrich Thomsen) har lige fået lov til at se sine børn igen, ved hvilken lejlighed han benytter til at tage dem med i biografen for at se den nye Claus Volter (Nikolaj Lie Kaas) film.
Filmen var så dårlig, at Tonny nu vil have sine 471 kr. for billetter og tilbehør tilbage, så han kontakter Volter ved at være statist i hans film, men kommer slemt til skade og i stedet for at lade Volter betale ham erstatning, vil han have lov til at instruere og lave manuskriptet til hans næste film.

## Medvirkende
- Tonny – Ulrich Thomsen
- Claus Volter – Nikolaj Lie Kaas
- Clara, Tonny kollega – Line Kruse
- Pernille, Volters kæreste – Mille Dinesen
- Tim Holstein, Tonnys advokat – Lars Brygmann
- Tonnys bror – Niels Olsen
- Tanja, Tonnys ekskæreste – Ellen Hillingsø
- Per Schack, Volters rådgiver – Kristian Halken
- Frederik, Tanjas kæreste – Michael Carøe
- Rolf [Konow], stillfotografen – Preben Kristensen
- Dyrepasser – Poul Thomsen